# Porte d’Italie (Métro Paris)
Porte d’Italie [pɔʁt(ə) ditali] ist eine unterirdische Station der Pariser Métro. Sie befindet sich unterhalb des Boulevards Masséna im 13. Arrondissement von Paris und wird von der Linie 7 bedient. Es besteht eine Umsteigemöglichkeit zur Linie 3 der Pariser Straßenbahn an deren oberirdischer gleichnamiger Haltestelle. Die Station ist nach dem gleichnamigen Platz benannt. In der Nähe befindet sich das Quartier asiatique.
Die Station wurde am 7. März 1930 in Betrieb genommen, als der Abschnitt der Linie 10 (heute Linie 7) von der Station Place d’Italie bis zur Station Porte de Choisy eröffnet wurde. Am 26. April 1931 wurde die Linienführung mehrerer Linien im Süden von Paris verändert, bei der die Linie 7 den südlichen Streckenteil der Linie 10 übernahm. Am 16. Dezember 2006 wurde die oberirdische Haltestelle der Straßenbahn in Betrieb genommen.